# Wola Wróblaczyńska
Wola Wróblaczyńska (ukr. Воля) – wieś na Ukrainie, w rejonie jaworowskim obwodu lwowskiego.